# Ras

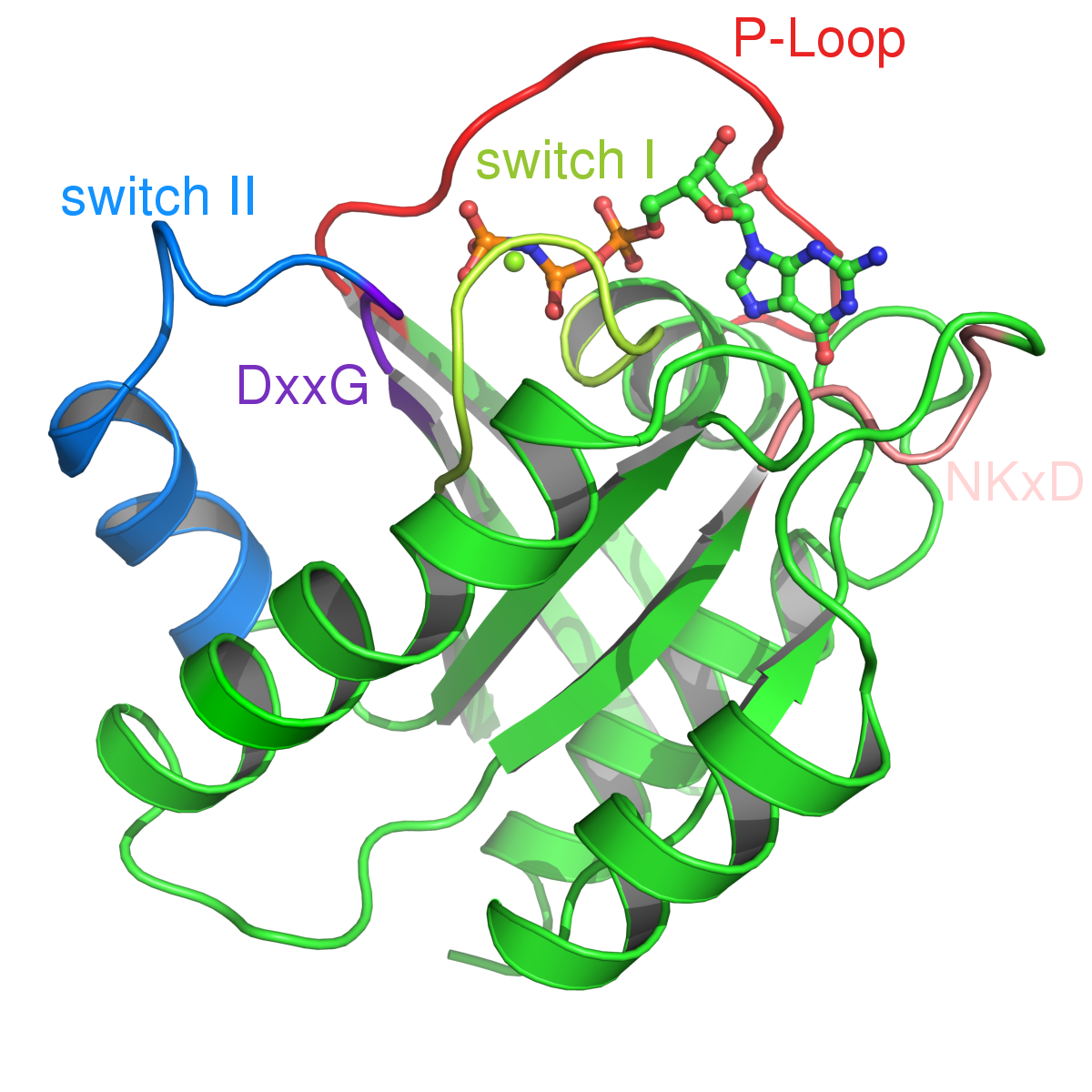
Структура белка Ras

Ras — это семейство генов, а также белки, которые они кодируют — так называемые малые G-белки (малые ГТФазы). Ras являются мембраносвязанными белками, участвующими в передаче сигнала. Они осуществляют один из первых этапов передачи сигнала извне клетки и, как правило, регулируют размножение клеток. Некоторые мутации могут приводить к постоянной активации Ras, что нарушает регуляцию деления клеток. Ошибки в регуляции Ras могут привести к росту опухоли и метастазированию. Действительно, в 20—25% опухолей человека обнаружены мутации в гене Ras, повышающие его активность, а в некоторых типах опухолей эта цифра доходит до 90%. Суперсемейство белков Ras представляет собой малые ГТФазы и включает в себя Ras, Rho, Arf, G-белок Rab и Ran.

## История
Гены Ras впервые были идентифицированы как трансформирующие онкогены, которые вызывали опухоли при заражении вирусом саркомы Харви и Кирстен (онкогены HRAS и KRAS, соответственно) Эдвином Скольником и соавторами в National Institutes of Health (NIH), США. Эти вирусы впервые были обнаружены у крыс в 1960-х Дженнифер Харви и Вернером Кирстеном.
В 1982 г. активирующие и трансформирующие гены человека Ras были открыты в раковых клетках человека Джеффри Купером в Гарварде, Стюартом Ааронсоном в NIH и Робертом Вейнбергом в МТИ. Последующие исследования клеток нейробластомы привели к открытию третьего гена RAS у человека, названного NRAS.

## Суперсемейство
К суперсемейству Ras относится более сотни структурно сходных белков человека, к подсемейству собственно Ras — более десятка. Белков Ras в узком смысле у человека четыре — с гена KRAS считывается две формы белка за счет альтернативного сплайсинга.

## Функции
Участвуя в передаче сигнала от мембранных рецепторов, белки Ras могут влиять на размножение клеток, прикрепление их к внеклеточному матриксу, состояние актинового цитоскелета, злокачественную трансформацию и другие процессы. Ras задействованы в различных каскадах передачи сигнала, из которых наиболее изучен MAP-киназный каскад. К злокачественной трансформации клеток могут приводить как точечные мутации Ras, вызывающие постоянную активацию белка из-за нарушения его способности гидролизовать ГТФ, так и мутации многих белков, участвующих в том же пути передачи сигнала (например, приводящая к утрате функции мутация гена-супрессора GAP-белка NF1, который способствует гидролизу ГТФ белком Ras).